# Jesús, nuestro señor
Jesús, nuestro señor es una película mexicana de corte religioso de 1969, producida y escrita por Alfredo Zacarías junto a Miguel Zacarías], y protagonizada por Claudio Brook, Narciso Busquets, Carlos East, Elsa Cárdenas, Rita Macedo ,Freddy Fernández "El Pichi" y Pancho Córdova. Fue filmada en 1969 y estrenada el Jueves Santo 8 de abril de 1971.

## Elenco
- Claudio Brook como Jesús (de 42 años)
- Carlos East como Herodes Antipas
- Narciso Busquets como Juan el Bautista
- Rita Macedo  como Virgen María
- Elsa Cárdenas como (Herodías
- Freddy Fernández "El Pichi" como Felipe el Apóstol
- Pancho Córdova como (Anás)
- Carlos Ancira como Caifás.

## Trivia
- En una escena en que Jesús entra a Jerusalén, se nota que es Guanajuato por la forma de las casas.

- En otra escena, hay una fila de personas y al fondo se ve el volcán Popocatépetl.

- En esta película, la mayoría de las escenas fueron filmadas en 1969 y algunas en 1970.

- En la escena cuando se encuentra con la Magdalena, los Olivos es el actual parque de los Olivos en San Juan Ixtayopan, delegación Tláhuac, D. F.